# Contio
Contio, sovint escrit concio és una contracció de la paraula llatina conventio ('reunió, assemblea del poble'), una reunió a l'antiga Roma de caràcter no oficial. En un sentit ampli s'aplicava a qualsevol mena de reunió, fins i tot entre no romans, diu Titus Livi.
També s'aplicava la paraula contio a qualsevol discurs que es pronunciés en una d'aquestes reunions. Els discursos escrits s'anomenaven contiones. Sext Pompeu Fest diu que era una assemblea convocada de forma regular per un magistrat o un sacerdot. Un general de l'exèrcit, en virtut del seu imperium, podia convocar les seves tropes tantes vegades com cregués necessari per tal d'arengar-les o explicar temes diversos. Aquestes assemblees es podien convocar per un particular si el magistrat hi estava d'acord. Luci Emili Paulus Macedònic va voler fer una explicació de les seves victòries a la Tercera Guerra Macedònica i després de celebrar el triomf va demanar permís al magistrat per parlar a una contio, segons Titus Livi i Ciceró.
Una contio convocada legalment era la manera habitual d'iniciar una discussió pública sobre els temes que podien interessar als ciutadans. Per exemple es parlava de les mesures que s'havien de presentar davant els comicis i per convèncer al poble per donar suport o oposar-se a una determinada mesura. També es convocaven contiones per a altres finalitats, com ara de persuadir el poble per participar en una guerra, diu Dionís d'Halicarnàs, o per presentar queixes contra un partit de la República o un particular, diuen Titus Livi i Plutarc. Però a la contio no es decidia cap qüestió i aquesta era la diferència entre les contiones i els comitia, explica Aulus Gel·li. Ciceró alaba aquest tipus de reunions, perquè, diu, els ciutadans anaven als comicis a votar sabent els pros i els contres d'un tema, mentre que els atenencs prenien decisions precipitades a les seves assemblees.
Aquests tipus de reunions eren molt freqüents. La menció més antiga que es coneix és l'assemblea que va convocar Pròcul Juli, company de Ròmul, que després de la misteriosa desaparició del rei de Roma, va convocar-ne una per explicar que havia tingut una visió del seu amic, on Ròmul hauria predit el gran destí de la ciutat.
Tots els magistrats podien convocar una contio, però normalment les convocaven els cònsols i els tribuns de la plebs. Amb més freqüència els tribuns de la plebs perquè així podien influenciar i convèncer a la gent. Un magistrat de rang superior al que havia convocat l'assemblea tenia dret a ordenar que es dispersés si no estava d'acord amb el tema a tractar. Ciceró diu que a la seva època les contiones acostumaven a ser molt tumultuoses. Sul·la en va reduir la seva expressió, i el magistrat convocant s'havia de dirigir ell mateix al poble, o bé havia de donar permís a algú per parlar. No es podia, com abans, prendre la paraula sense permís.
No hi havia un lloc prefixat per celebrar la contio, i se'n van fer al Fòrum, al Capitoli, al Camp de Mart i al Circ Flamini.